# Aristeas von Megalopolis
Aristeas (altgriechisch Ἀριστέας) von Megalopolis war ein griechischer Bildhauer, der in der ersten Hälfte des 2. Jahrhunderts v. Chr. im Zeusheiligtum in Olympia tätig war.
Er ist nur durch seine Inschrift auf einer in Olympia gefundenen Statuenbasis bekannt, die ihn als Sohn des Nikandros ausweist. Auf der Basis befand sich eine Statue, die von den Megalopolitanern nach Olympia gestiftet wurde. Um welche Art von Stiftung es sich dabei handelte, ist unklar.